# Katharina Albers
Katharina Albers (* 27. Mai 2001 in Hamburg) ist eine ehemalige deutsche Radsportlerin, die sich auf die Kurzzeitdisziplinen auf der Bahn spezialisiert hat.

## Sportlicher Werdegang
2018 belegte Katharina Albers mit Katharina Hechler, Victoria Stelling und Finja Smekal bei den deutschen Bahnmeisterschaften in der Mannschaftsverfolgung Rang drei. 2019 wurde sie gemeinsam mit Alessa-Catriona Pröpster und Christina Sperlich bei den Junioren-Bahnweltmeisterschaften in Frankfurt (Oder) Platz zwei im Teamsprint sowie deutsche Junioren-Meisterin im Teamsprint (mit Pröpster und Sophie Deringer).
Ab 2021 startete Albers international in der Elite. Beim Lauf des Nations’ Cup in Sankt Petersburg wurde sie Zweite im Keirin und mit Sperlich und Pröpster Dritte im Teamsprint. Bei den U23-Europameisterschaften 2022 in Portugal errgang sie mit Sperlich und Pröpster den U23-Titel im Teamsprint. Im selben Jahr beendete sie ihre Laufbahn im Radsport, um in ihrer Heimatstadt Innenarchitektur zu studieren.

## Diverses
2018 zog Albers von ihrer Heimatstadt Hamburg nach Kaiserslautern, um dort das Heinrich-Heine-Gymnasium, eine Eliteschule des Sports, zu besuchen. Betreut wurde sie von Trainer Frank Ziegler. 2019 wurde sie vom Landessportbund Rheinland-Pfalz zur „Nachwuchssportlerin des Jahres“ gewählt.
Katharina Albers ist Bundespolizistin und Mitglied der Sportfördergruppe der Bundespolizei.

## Erfolge
2019
- Junioren-Weltmeisterschaft – Teamsprint (mit Alessa-Catriona Pröpster und Christina Sperlich)
- Deutsche Junioren-Meisterin – Teamsprint (mit Sophie Deringer und Alessa-Catriona Pröpster)

2022
- U23-Europameisterin – Teamsprint (mit Alessa-Catriona Pröpster und Christina Sperlich)